# Glycidol
Glycidol of 2,3-epoxy-1-propanol is een organische verbinding met als brutoformule C3H6O2. Het is een kleurloze, licht-viskeuze vloeistof. De stof wordt gebruikt als stabilisator in natuurlijke oliën en vinylpolymeren. In de organische synthese wordt 2,3-epoxy-1-propanol aangewend in de productie van glycerine, glycidylethers, esters en amines.

## Toxicologie en veiligheid
De stof ontleedt bij contact met sterke zuren en basen, water, zouten (aluminiumchloride, ijzerchloride) of metalen (koper en zink), waardoor brand- en ontploffingsgevaar veroorzaakt wordt. Glycidol tast kunststoffen en rubber aan.